# Need for Speed: No Limits
Need for Speed: No Limits es un videojuego de carreras gratuito para iOS y Android, y una instalación móvil de la serie Need for Speed, desarrollado por Firemonkeys Studios y publicado por Electronic Arts. Es la vigésima primera entrega de la franquicia, el segundo título gratuito de la franquicia (después de Need for Speed: World), así como el primer título original de la franquicia para dispositivos móviles, a diferencia de los juegos móviles anteriores de la serie que fueron adaptaciones o compañeros de varios juegos Need for Speed. Fue lanzado el 30 de septiembre de 2015.

## Jugabilidad
Need for Speed: No Limits tiene un gran énfasis en las carreras callejeras, la personalización de vehículos y evitar a la policía.
El jugador debe competir en "Carreras de campaña" (que se consideran el modo de historia del juego), "Carreras de la Serie de coches" (donde solo ciertos coches pueden participar para ganar recompensas en el juego) y "Carreras rivales". Además, el jugador puede participar en eventos especiales de tiempo limitado, donde se le prestará un automóvil especial para usar en el evento. Si el jugador termina el evento antes de que se agote el tiempo del evento, el jugador podrá quedarse con el auto prestado como recompensa por completar.
La mayoría de los autos en el juego se pueden personalizar con ruedas, kits de carrocería, kits de fuselaje ancho, trabajos de pintura y envolturas, además de la mejora de rendimiento. Sin embargo, los automóviles únicos adquiridos en eventos especiales por tiempo limitado (así como los automóviles Ferrari) nunca pueden ser personalizados visualmente.

## Eventos Especiales
El primer evento especial del juego por tiempo limitado se celebró del 7 al 12 de octubre de 2015, en colaboración con el rapero estadounidense Snoop Dogg. En este evento, el jugador tuvo la oportunidad de probar el Ford Shelby GT500 especialmente marcado como "Snoop Dogg", que el jugador usaría para el torneo de carreras callejeras Muscle-Off organizado por los Renegados. El evento se ejecutó en noviembre de 2015 y noviembre de 2016.
En relación con el juego de 2005 Need for Speed: Most Wanted (que fue un gran éxito para EA y la franquicia Need for Speed), un evento especial que se llevó a cabo entre el 28 de octubre y el 2 de noviembre de 2015 trajo al antagonista principal del juego, Clarence "Razor" Callahan, a Blackridge. Se le otorgó al jugador la oportunidad de competir con un BMW M4 especialmente modificado con un diseño basado en el BMW M3 GTR (E46) del juego de 2005. Este evento también presentó a un policía encubierto llamado Oficial Rivera como socio del jugador para el evento, que sabía mucho del pasado de Razor y quería mantenerlo fuera de Blackridge. El evento se volvió a ejecutar en marzo de 2016 y enero de 2018.
El siguiente evento especial, llamado "Xtreme Racing Championship", que se realizó entre el 25 y el 30 de noviembre de 2015, siguió la historia del jugador que participó en el torneo de carreras del mismo nombre. En este evento, el jugador se unió al piloto de rally profesional Ken Block y se le dio acceso al Ford Mustang Hoonicorn para competir contra el equipo de carreras de la calle Ivy's Flaming Skulls.
Para celebrar la Navidad, el juego celebró un evento especial entre el 22 y el 27 de diciembre de 2015. En este evento, denominado "Lamborghini Accademia", al jugador se le prestó un Lamborghini Huracán LP 610-4 y se le encomendó completar una serie de carreras. en condiciones nevosas, asistido por Bob Natale y su equipo de Little Helpers. El evento se volvió a ejecutar en diciembre de 2016.
Otro evento, que se llevó a cabo entre el 8 y el 13 de febrero de 2016 para celebrar el Año Nuevo Chino, el jugador tuvo la oportunidad de probar el Jaguar F-Type. En este evento, el jugador fue presentado a Trippa y su Monkey Crew, quienes lo acompañarían durante todo el evento, y una función de juego exclusiva llamada "Aura".
Un evento, que comenzó el 19 de junio de 2016, le dio al jugador la oportunidad de poseer el Nissan Skyline GT-R R34 al restaurarlo a través de una serie de carreras a lo largo de cinco días. El auto se modificará automáticamente con un kit de Speedhunters basado en Nismo Z-Tune cuando se gane, pero se puede hacer en stock. El evento se volvió a ejecutar en agosto de 2017.
Una serie de eventos llamada Fastlane comenzó el 13 de julio de 2016. El primer auto fue el Nissan 180SX Type X, seguido por el Dodge Charger R / T de 1969, más tarde una repetición del evento Jaguar F-Type, seguido por el Ford GT 2006. el Nissan Silvia S15 y el Mitsubishi Lancer Evolution VI.
Otro evento se llevó a cabo del 11 al 18 de agosto de 2016, titulado Devil's Run, un evento inspirado en Need for Speed: The Run, donde el jugador puede ganar el Lamborghini Diablo SV al ganar una carrera de 100 autos. Fue ejecutado en noviembre de 2017.
En marzo de 2017, se lanzó un evento especial, en el que el jugador se unió al diseñador de Hot Wheels Jun Imai para construir un auto de la vida real de Hot Wheels: el Time Attaxi; seguido de un evento especial de Fastlane con otro auto de Hot Wheels: Gazella GT.
En junio de 2017, Devil's Run regresó con un nuevo auto que usar: el Porsche 918 Spyder.
Otro evento, No Man's Land, se realizó entre el 26 de diciembre de 2017 y el 2 de enero de 2018, donde el jugador podría poseer el Koenigsegg One: 1. Esto fue seguido por el evento Blackridge Rumble, con el Hennessey Venom GT, que comenzó del 4 al 9 de enero de 2018.
El 30 de enero de 2018 - Need for Speed No Limits Xtreme Racing Championship 2 - Después de su debut en Need for Speed Payback, el enorme 2018 BMW M5 llegó a Blackridge a tiempo para nuestra próxima actualización.
El 13 de marzo de 2018, se actualizó el evento #ZeroToHero de Need for Speed No Limits (Zero to Hero) en el que el jugador puede ganar el Mazda MX-5 2016 (Speedhunters).
El 1 de mayo de 2018 - Need for Speed No Limits 5OKI ft. Steve Aoki - ¡Salga a la calle en dos nuevos Lamborghinis mientras Steve Aoki entra en Blackridge! Ataca al nuevo Steve Aoki 5OKI EP en el juego mientras llevas las carreras a un nivel.

## Recepción
Need for Speed: No Limits recibió críticas mixtas. Los críticos elogiaron las imágenes, los controles y la jugabilidad del juego, pero criticaron su agresivo sistema gratuito y las carreras cortas. El sitio web agregador de reseñas Metacritic le dio al juego 67/100 basado en 8 reseñas.
Harry Slater de Pocket Gamer le dio al juego una puntuación de 8 sobre 10, elogiando las imágenes del juego, la jugabilidad rápida y el acceso gratuito, pero criticando las carreras cortas del juego. Keith Andrew de Trusted Reviews le dio al juego 3/5, criticando la necesidad de pagar una cantidad considerable de microtransacciones si los jugadores quieren acceder a todos los autos.